# Sant Genís (Jorba)
Sant Genís és un nucli rural al municipi de Jorba, a la comarca de l'Anoia i província de Barcelona. Té uns 100 habitants (2008) al nucli i algunes masies repartides per la resta del territori.
Els edificis més importants del poble són l'església de Sant Genís, restaurada recentment i la Sala del Centre Agrícola de Sant Genís, conegut com "el Cafè", i on es fan totes les festes i celebracions populars. La Festa Major és el primer cap de setmana de setembre.
Té una junta on es prenen les decisions que afecten al nucli i on es porta la caixa i totes les activitats que s'hi realitzen. A Sant Genís hi ha, com a bestiari, una geganta (Filomena), un gegant (Genís), un gall (Crestes), un capgròs (Torrada) i un grup de petits diables. Tot el bestiari està fet per la gent del poble. Pròximament es farà un capgròs (Setrill) per fer parella amb la Torrada. Aquestes figures surten per la Festa Major del poble i a la cercavila del corre-llengua d'Igualada. També hi ha un grup de teatre (La Rural de Sant Genís) formada per gent del poble i del voltant (Argençola, Jorba, Igualda...). Actuen durant la Festa Major de Sant Genís, al pregó de la Festa Major de Jorba i a altres pobles com Rubió o Argençola.

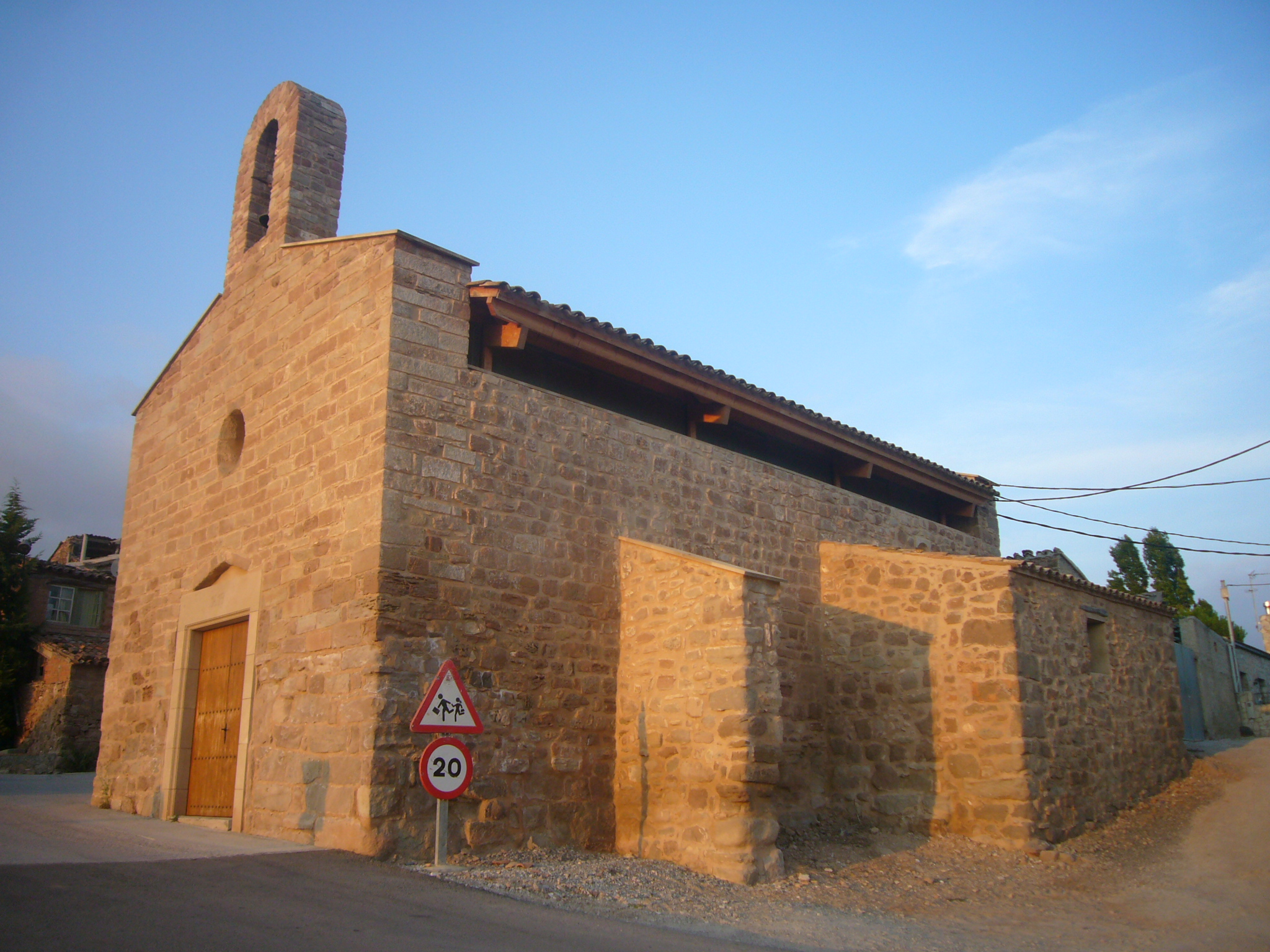
Església de Sant Genís
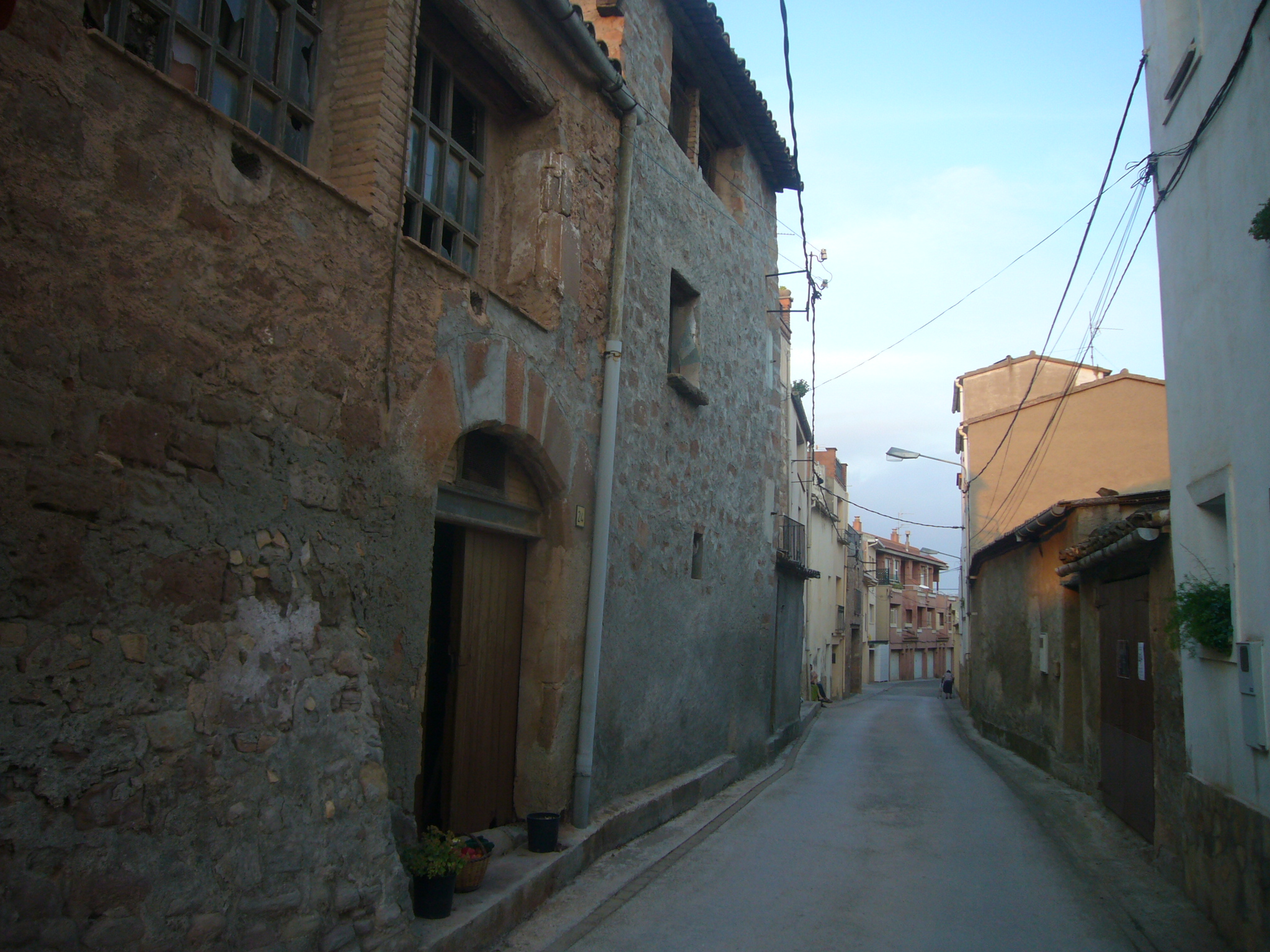
Carrer major
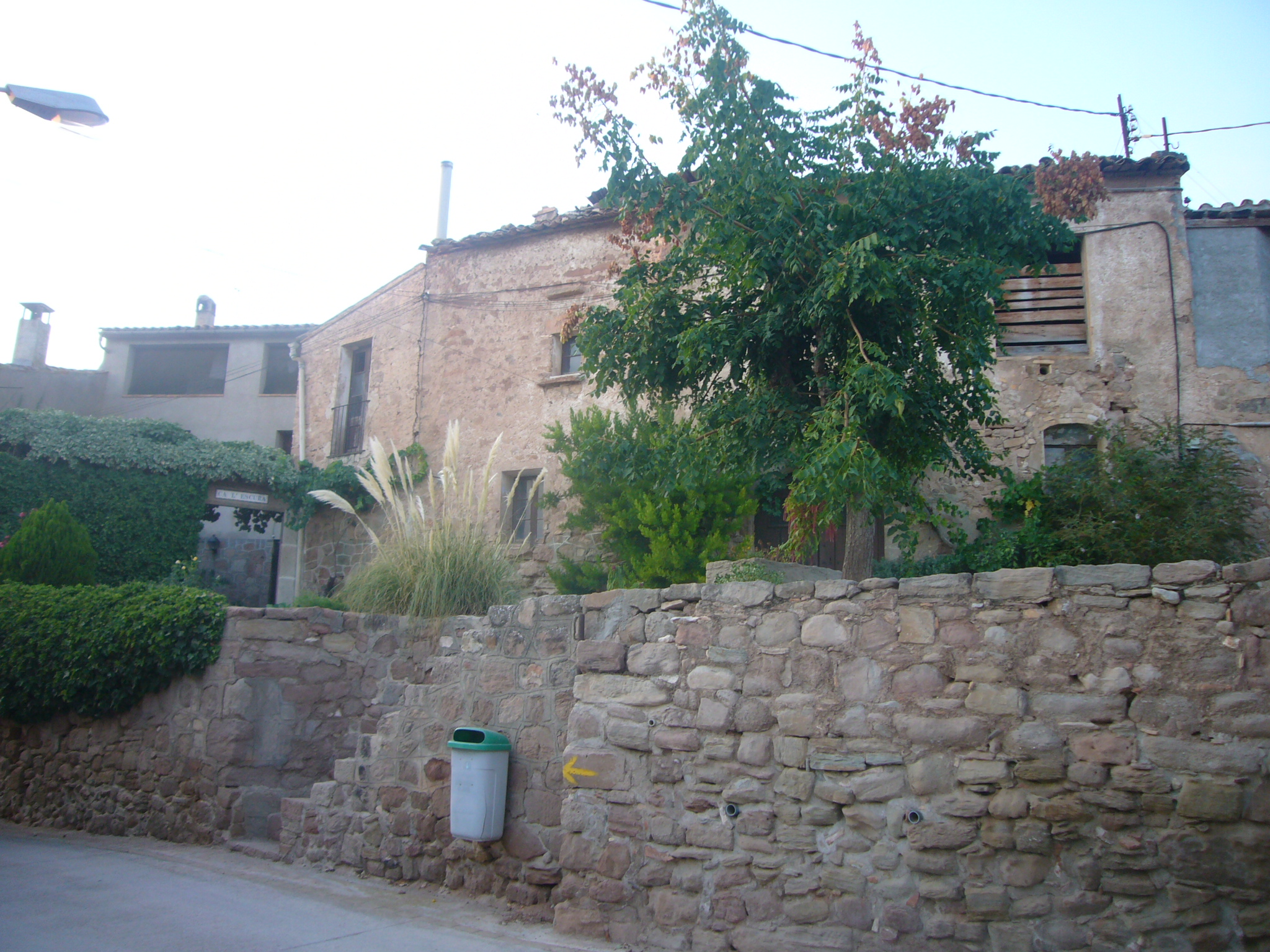
Ca l'Escura